# Nieoficjalne rekordy Polski młodzików w lekkoatletyce
Nieoficjalne rekordy Polski młodzików w lekkoatletyce – zestawienie najlepszych rezultatów uzyskanych przez reprezentantów Polski do lat 15 i oficjalnie zatwierdzonych przez PZLA.

## Nieoficjalne rekordy Polski młodzików
Konkurencja spoza programu mistrzostw Polski U16
     Konkurencja rozgrywana w przeszłości (przed zmianą sprzętu)

### Mężczyźni
| Konkurencja                                 | Rezultat       | Zawodnik                                                             | Klub                          | Data                 | Miejsce    |
| ------------------------------------------- | -------------- | -------------------------------------------------------------------- | ----------------------------- | -------------------- | ---------- |
| Bieg na 100 m                               | 10,78 +1,0 m/s | Krystian Prus                                                        | KS Podlasie Białystok         | 23 września 2023     | Słubice    |
| Bieg na 200 m                               | 21,88 +0,6 m/s | Michał Kiernożycki                                                   | MLKS Agros Żary               | 16 września 2023     | Łódź       |
| Bieg na 300 m                               | 34,20          | Michał Kiernożycki                                                   | MLKS Agros Żary               | 2 września 2023      | Poznań     |
| Bieg na 400 m                               | 48,96          | Igor Staszek                                                         | WKS Wawel Kraków              | 12 maja 2024         | Kraków     |
| Bieg na 600 m                               | 1:21,82        | Filip Granas                                                         | AZS Łódź                      | 24 maja 2025         | Łódź       |
| Bieg na 600 m                               | 1:20:9h        | Paweł Switek                                                         | UKS Żaczek Połaniec           | 6 września 2012      | Sandomierz |
| Bieg na 800 m                               | 1:54,7h        | Krzysztof Śliwa                                                      | AKS Chorzów                   | 23 czerwca 1976      | Katowice   |
| Bieg na 1000 m                              | 2:30,67        | Roman Antropik                                                       | SKLA Słupsk                   | 6 maja 2000          | Białogard  |
| Bieg na 1500 m                              | 3:57,90        | Piotr Krupa                                                          | Ostrowianka Ostrów Mazowiecka | 20 sierpnia 2000     | Warszawa   |
| Bieg na 2000 m                              | 5:31,63        | Piotr Krupa                                                          | Ostrowianka Ostrów Mazowiecka | 9 września 2000      | Olsztyn    |
| Bieg na 3000 m                              | 8:53,79        | Piotr Wroński                                                        | Olimpia Bytów                 | 17 maja 1998         | Sopot      |
| Bieg na 110 m przez płotki (91,4 cm/9,14 m) | 15,01          | Rafał Witczak                                                        | AZS-MKS Łódź                  | 10 października 1993 | Łódź       |
| Bieg na 110 m przez płotki (91,4 cm/8,90 m) | 14,24 +1,5 m/s | Dawid Żebrowski                                                      | Victoria Racibórz             | 30 września 2012     | Słubice    |
| Bieg na 200 m przez płotki                  | 25,49 +1,3 m/s | Adam Ślaziński                                                       | CWZS Zawisza Bydgoszcz SL     | 24 września 2016     | Słubice    |
| Bieg na 200 m przez płotki                  | 25,49 +1,3 m/s | Sebastian Urbaniak                                                   | LIUKS Kruszwica               | 24 września 2016     | Słubice    |
| Bieg na 300 m przez płotki (76,2 cm)        | 36,79          | Michał Kiernożycki                                                   | MLKS Agros Żary               | 10 września 2023     | Karpacz    |
| Bieg na 1000 m z przeszkodami (76,2 cm)     | 2:39,17        | Michał Gajdus                                                        | LKB im. Braci Petk Lębork     | 23 września 2023     | Słubice    |
| Skok wzwyż                                  | 2,06           | Sylwester Bednarek                                                   | RKS Łódź                      | 26 września 2004     | Świecie    |
| Skok o tyczce                               | 5,00           | Michał Gawenda                                                       | OKS Skra Warszawa             | 10 października 2020 | Białystok  |
| Skok w dal                                  | 7,06           | Jacek Jaśczak                                                        | Społem Łódź                   | 12 września 1976     | Spała      |
| Trójskok                                    | 14,36          | Zdzisław Mioduszewski                                                | Zawisza Bydgoszcz             | 18 sierpnia 1973     | Sopot      |
| Wieloskok                                   | 13,62 +0,7 m/s | Mateusz Posmyk                                                       | AZS-AWF Gorzów Wielkopolski   | 21 września 2024     | Białystok  |
| Pchnięcie kulą (4 kg)                       | 20,90          | Konrad Bukowiecki                                                    | PKS Gwardia Szczytno          | 9 września 2012      | Olsztyn    |
| Pchnięcie kulą (5 kg)                       | 19,52          | Konrad Bukowiecki                                                    | PKS Gwardia Szczytno          | 15 grudnia 2012      | Słupsk     |
| Rzut dyskiem (1 kg)                         | 69,09          | Wojciech Marok                                                       | UKS Orkan Środa Wielkopolska  | 7 października 2016  | Słubice    |
| Rzut młotem (5 kg)                          | 77,60          | Maciej Pałyszko                                                      | Legia Warszawa                | 26 września 1993     | Warszawa   |
| Rzut oszczepem (600 g)                      | 76,71          | Roch Krukowski                                                       | KS Warszawianka Warszawa      | 5 września 2022      | Brno       |
| Sześciobój U16                              | 4035 pkt       | Aleksy Boroń                                                         | UKS LA Basket Warszawa        | 20 września 2015     | Warszawa   |
| Pięciobój U16                               | 3559 pkt       | Stanisław Mączyński                                                  | KS AZS-AWF Warszawa           | 28 września 2024     | Warszawa   |
| Chód na 5000 m                              | 21:32,51       | Łukasz Niedziałek                                                    | WLKS Nowe Iganie              | 7 czerwca 2015       | Rzeszów    |
| Sztafeta 4 × 100 m                          | 43,35          | Kacper Kasprzyk Jan Gostomczyk Oliwier Kołodziejski Marek Zakrzewski | AML Słupsk                    | 27 czerwca 2020      | Słupsk     |

### Kobiety
| Konkurencja                                 | Rezultat       | Zawodniczka                                                    | Klub                           | Data                | Miejsce            |
| ------------------------------------------- | -------------- | -------------------------------------------------------------- | ------------------------------ | ------------------- | ------------------ |
| Bieg na 100 m                               | 11,96 +1,3 m/s | Zofia Tomczyk                                                  | UMLKS Pegaz Opoczno            | 27 maja 2023        | Łódź               |
| Bieg na 200 m                               | 24,44 +1,0 m/s | Kornelia Romaniuk                                              | ULKS Muflon Bielawa            | 21 czerwca 2025     | Jelenia Góra       |
| Bieg na 300 m                               | 38,35          | Zofia Tomczyk                                                  | UMLKS Pegaz Opoczno            | 28 stycznia 2023    | Toruń              |
| Bieg na 400 m                               | 54,33          | Zofia Tomczyk                                                  | UMLKS Pegaz Opoczno            | 20 maja 2023        | Łódź               |
| Bieg na 600 m                               | 1:31,16        | Lena Pajęcka                                                   | WLKS Wrocław                   | 23 czerwca 2022     | Sieradz            |
| Bieg na 800 m                               | 2:07,72        | Martyna Wal                                                    | LKS Stal Mielec                | 6 czerwca 2021      | Tarnów             |
| Bieg na 1000 m                              | 2:48,69        | Martyna Wal                                                    | LKS Stal Mielec                | 26 września 2021    | Karpacz            |
| Bieg na 1500 m                              | 4:24,62        | Lena Maciejewska                                               | KS Energetyk Poznań            | 14 czerwca 2025     | Gdańsk             |
| Bieg na 2000 m                              | 6:15,12        | Lena Maciejewska                                               | KS Energetyk Poznań            | 28 kwietnia 2024    | Poznań             |
| Bieg na 3000 m                              | 9:46,26        | Agnieszka Lewandowska                                          | Budokar Orneta                 | 28 sierpnia 1999    | Sopot              |
| Bieg na 80 m przez płotki (76,2 cm/8,00 m)  | 11,30 +0,1 m/s | Vanessa Michaluk                                               | MKS Bolesłavia Bolesławiec     | 24 września 2023    | Słubice            |
| Bieg na 100 m przez płotki (76,2 cm/8,20 m) | 13,98 +2,0 m/s | Klaudia Siciarz                                                | AZS-AWF Kraków                 | 8 czerwca 2013      | Kraków             |
| Bieg na 200 m przez płotki                  | 28,57 -0,4 m/s | Wiktoria Oko                                                   | KS Wisła Puławy                | 23 czerwca 2018     | Lublin             |
| Bieg na 300 m przez płotki                  | 42,91          | Amelia Zochniak                                                | UKS Czempion Bełchatów         | 23 czerwca 2022     | Sieradz            |
| Bieg na 1000 m z przeszkodami               | 3:02,56        | Lena Pajęcka                                                   | WLKS Wrocław                   | 11 czerwca 2022     | Gliwice            |
| Bieg na 1500 m z przeszkodami               | 5:09,16        | Kamila Zglejc                                                  | Gwardia Olsztyn                | 19 września 2004    | Olsztyn            |
| Skok wzwyż                                  | 1,80           | Paulina Borys                                                  | SKLA Sopot                     | 21 czerwca 2013     | Iława              |
| Skok o tyczce                               | 4,05           | Lilly Nichols                                                  | SKLA Sopot                     | 18 czerwca 2021     | Westminster        |
| Skok w dal                                  | 5,95           | Lucyna Koczwara                                                | Iskra Pszczyna                 | 2 lipca 1966        | Zielona Góra       |
| Trójskok                                    | 11,82 0,0 m/s  | Monika Świędrych                                               | SKS Kusy Kraków                | 30 sierpnia 2004    | Kraków             |
| Trójskok                                    | 11,86 0,0 m/s  | Anna Madej                                                     | AZS Łódź                       | 2 października 2005 | Łódź               |
| Wieloskok                                   | 11,97 -0,4 m/s | Olga Szlachta                                                  | KS Stal LA Ostrów Wielkopolski | 26 września 2021    | Karpacz            |
| Pchnięcie kulą (3 kg)                       | 17,34          | Kinga Jackowska                                                | MKL Jurand Szczytno            | 29 grudnia 2024     | Spała              |
| Rzut dyskiem (0,75 kg)                      | 50,95          | Kinga Jackowska                                                | MKL Jurand Szczytno            | 23 sierpnia 2024    | Szczytno           |
| Rzut młotem (3 kg)                          | 65,10          | Kamila Skolimowska                                             | Warszawianka Warszawa          | 14 czerwca 1997     | Warszawa           |
| Rzut oszczepem (600 g)                      | 47,03          | Marcelina Witek                                                | SKLA Słupsk                    | 8 października 2010 | Słubice            |
| Rzut oszczepem (500 g)                      | 49,69          | Maria Szramiak                                                 | LKS Fenix Słupsk               | 22 sierpnia 2015    | Lidzbark Warmiński |
| Czwórbój U16                                | 2643 pkt       | Weronika Grzelak                                               | LKS Górnik Wałbrzych           | 29 września 2012    | Słubice            |
| Pięciobój U16                               | 3258 pkt       | Dominika Łykowska                                              | MKS Kusy Szczecin              | 30 maja 2015        | Szczecin           |
| Siedmiobój U16                              | 4669 pkt       | Weronika Grzelak                                               | LKS Górnik Wałbrzych           | 7 października 2012 | Zielona Góra       |
| Pięciobój U16                               | 3659 pkt       | Laura Wiesztort                                                | niestowarzyszona               | 10 czerwca 2023     | Kielce             |
| Chód na 3000 m                              | 13:51,05       | Anna Mielcarek                                                 | Energetyk Poznań               | 25 września 2005    | Kielce             |
| Chód na 3 km                                | 13:37          | Anna Mielcarek                                                 | Energetyk Poznań               | 27 sierpnia 2005    | Gdańsk             |
| Sztafeta 4 × 100 m                          | 48,51          | Olga Szlachta Oliwia Klar Dagmara Adamcio Inga Kanicka         | KS Stal LA Ostrów Wielkopolski | 27 września 2020    | Słupsk             |
| Sztafeta 4 × 100 m                          | 48,2h          | Lidia Horszczaruk Bogusława Opara Joanna Kielich Anna Zarzecka | Polonia Warszawa               | 11 września 1971    | Warszawa           |

## Najlepsze wyniki w historii w konkurencjach nietypowychU16

### Mężczyźni
| Konkurencja            | Rezultat | Zawodnik        | Klub                     | Data          | Miejsce          |
| ---------------------- | -------- | --------------- | ------------------------ | ------------- | ---------------- |
| Bieg na 500 m          | 1:12,43  | Jan Adamczewski | UKS Lisy Zgierz          | 3 maja 2023   | Bełchatów        |
| Rzut oszczepem (700 g) | 74,63    | Roch Krukowski  | KS Warszawianka Warszawa | 29 lipca 2022 | Bańska Bystrzyca |

### Kobiety
| Konkurencja           | Rezultat | Zawodniczka            | Klub                   | Data             | Miejsce      |
| --------------------- | -------- | ---------------------- | ---------------------- | ---------------- | ------------ |
| Bieg na 500 m         | 1:18,31  | Amelia Zochniak        | UKS Czempion Bełchatów | 8 maja 2021      | Kraków       |
| Bieg na milę          | 4:55,99  | Olivia Cieślak         | LKS Vectra Włocławek   | 3 czerwca 2022   | West Chester |
| Pchnięcie kulą (4 kg) | 14,07    | Agnieszka Ptaszkiewicz | WKS Ciechanów          | 6 czerwca 1991   | Warszawa     |
| Pchnięcie kulą (4 kg) | 14,07    | Kinga Jackowska        | MKL Jurand Szczytno    | 29 września 2024 | Warszawa     |
| Rzut dyskiem (1 kg)   | 45,82    | Kinga Jackowska        | MKL Jurand Szczytno    | 15 września 2024 | Warszawa     |